# Конституція Вірменії
Конституція Республіки Вірменія — основний документ, що визначає державний устрій Вірменії. Прийнята на референдумі 5 липня 1995 року.
5 липня Спеціальна комісія з конституційних реформ під головуванням голови Конституційного Суду Гагіка Арутюняна, оприлюднила проєкт змін до діючої з 1995 року конституції країни. Зміни в Конституцію РВ внесено референдумом 27 листопада 2005 року і референдумом 6 грудня 2015 року.
Конституція стверджує Республіку Вірменія як суверенну, демократичну, соціальну, правову державу, влада в якій належить народу і здійснюється за допомогою вільних виборів, референдумів, а також через передбачені конституцією державні органи, органи місцевого самоврядування і посадових осіб.
Форма правління — республіка.

## Президент
Президент є главою держави. Президент стежить за дотриманням Конституції і забезпечує нормальне функціонування законодавчої, виконавчої і судової влади. Президент є гарантом незалежності, територіальної цілісності і безпеки Республіки.
Президентом може бути обраний будь-яка людина, що відповідає наступним умовам: він повинен бути громадянином Республіки Вірменія останні 10 років; не бути громадянином іншої держави; постійно проживати в ній не менше 10 останніх років; бути старше 35 років. Президент обирається громадянами Республіки Вірменія на п'ятирічний строк шляхом прямих виборів.
Однією з особливостей Конституції є те, що вона надає президенту надзвичайні повноваження у разі виникнення загрози функціонуванню інститутів публічної влади.

## Законодавча влада
Вищим законодавчим органом є Національні збори  (з 2007 року 41 депутат обирається по мажоритарних одномандатних виборчих округах, 90 депутатів — за пропорційною системою), які обираються за допомогою всенародних виборів на п'ятирічний термін. Депутатом може бути особа, яка досягла двадцяти п'яти років, останні п'ять років є громадянином Республіки Вірменія, що не є громадянином іншої держави, постійно проживає в Республіці Вірменія.

## Виконавча влада
Президент на основі консультацій з депутатськими фракціями у Національних зборах призначає прем'єр-міністром особу, яка користується довірою більшості депутатів, а якщо це неможливо, то особу, яка користується довірою найбільшої кількості депутатів. Президент за пропозицією прем'єр-міністра призначає членів уряду і звільняє їх.

## Судова влада
У Республіці Вірменія діють суди першої інстанції загальної юрисдикції, Апеляційний суд і Касаційний суд, а в передбачених законом випадках і спеціалізовані суди.
Вищою судовою інстанцією Республіки Вірменія, крім питань конституційного правосуддя, є Касаційний суд, який покликаний забезпечувати однакове застосування закону.
Конституційне правосуддя в Республіці Вірменія здійснюється Конституційним судом.